# Los trajes nuevos del presidente Mao
El traje nuevo del presidente Mao. Crónica de la Revolución cultural, cuyo título original en francés es Les Habits neufs du président Mao. Chronique de la Révolution culturelle, es un libro de Simon Leys publicado en 1971 por la editorial parisina Champ libre, y en español en 1976 por Tusquets (reeditado en 2017 por Ediciones El Salmón con el título El traje nuevo del presidente Mao). Forma parte de la serie de ensayos sobre China de Simon Leys. El título hace referencia al cuento de Hans Christian Andersen El traje nuevo del emperador.
El libro trata de los hechos acontecidos en la República popular de China desde febrero de 1967 hasta octubre de 1969, punto álgido de la Revolución Cultural, cuando el autor se encontraba en Hong Kong.
Durante la ola maoísta en Francia, el libro puso en evidencia las luchas de poder que motivaron el movimiento en China, en particular la voluntad de Mao de destruir el Partido comunista chino con el fin de recuperar el poder que se le había escapado desde hacía varios años. El libro de Leys contribuyó en desinflar el mito de la «revolución cultural» china, todavía muy presente en aquella época, sobre todo entre los intelectuales y los militantes izquierdistas. 
Los hechos relatados tienen como fuente la prensa oficial china de aquella época, la prensa de Hong Kong y los testimonios de numerosos chinos refugiados en la colonia británica para escapar de los excesos de la Revolución cultural.
El libro fue recientemente reeditado por Ediciones El Salmón, que próximamente publicará Imágenes rotas, tercer volumen de la "trilogía anti-Mao" de Leys.